# 国債整理基金特別会計
国債整理基金特別会計（こくさいせいりききんとくべつかいけい）は、国債整理基金の費用と使途を明確にするため、その歳入歳出を一般会計から区分して設けられた特別会計のことであり、区分経理特別会計の1つである。
また、国債整理基金とは、国債の償還、借換を円滑に行うべく設置された基金のことである。

## 法的根拠
- 国債整理基金特別会計法（明治39年法律第6号）…2007年（平成19年）3月31日廃止
- 特別会計に関する法律（平成19年法律第19号）…2007年（平成19年）4月1日施行（以下「特別会計法」）

## 歳入と歳出
以下の数字は2007年度（平成19年度）当初予算の額である。

### 歳入
合計 199兆0236億0805万3000円 （前年比－50兆7162億5234万6000円）

#### 特定財源
- たばこ特別税
2138億円　（前年比－99億円）

#### 事業収入
- 一般会計
前年度国債残高の1.6％（約60分の1）を一般会計から繰り入れ（特別会計法第42条第2項）
割引国債の利子分を一般会計から繰り入れ（同条第4項）
など
計 20兆9988億0737万1000円 （前年比＋2兆2372億4711万6000円）（一般会計の国債費と同額）
- 他の特別会計からの受入金
計 57兆5841億6269万9000円 （前年比－39兆4476億3756万4000円）
- 国債借換による収入金
国債償還には60年ルール（発行後60年間かけて償還する）というものがあり、発行後60年を経ない発行済み国債が満期を迎えた場合は、新たに国債を発行して借り換えを行う。
計 94兆8060億0000万0000円 （前年比－8兆4561億0413万7000円）
- 特別会計の所属する株式および出資の持分の処分による収益金

#### 運用収入
- 国債整理基金の運用益
3048億8033万2000円 （前年比－164億9261万4000円）
- 特別会計の所属する株式および出資の持分に関わる配当金
- 前年度の剰余金受入

### 歳出
合計 179兆0236億0805万3000円
- 債務償還費
165兆0320億8889万1000円 （前年比－47兆0854億2811万2000円）
- 利子・割引料
13兆6764億5866万6000円 （前年比＋1兆5838億9108万6000円）
- 売却・差額償還補填金
1530億0000万0000円 （前年比－1670億0000万0000円）
- 国債の償還発行に関する費用
1417億7449万6000円 （前年比－199億4732万0000円）
- 国債整理基金の運用損失
- 特別会計の所属する株式および出資の持分の管理、処分に関する費用
- 一般会計への繰り入れ
202億8600万0000円 （前年比－277億6800万0000円）